# Bukefal
Bukefal ali Bukefalos (grško Βουκέφαλος, dob. 'bikoglavec') je bil bojni konj Aleksandra Velikega. Ko je bil Aleksander deček, je sam ukrotil konja, čeprav je veljal za divjega. 
Spremljal ga je v vseh zmagovitih osvajanjih, dokler ni bil ubit med bitko na reki Hidasp junija leta 326 pr. n. št. v današnjem Pakistanu. Aleksander je v njegovo čast na tistem kraju zgradil mesto Bukefala, ki se danes imenuje Dželum in leži na desnem bregu reke Hidasp. Bukefal naj bil pokopan v današnjem mestu Džalalpur Šarif, zunaj Dželuma.